# ノンアルコールワイン
ノンアルコールワインとは、アルコール分が含まれない、もしくは1%未満のアルコール分を含むワイン。アルコール フリー(Alcohol Free)と表示されている製品も多い。

## 概説
現存しているワインのアルコール分を極端に少なくする、もしくは0%にした飲み物である。分類上は清涼飲料水となる。清涼飲料水であるため、未成年者への販売及び、未成年者の購入・飲用は可能である。わずかにアルコール分を有している為、お酒に弱い人間が大量に飲むと酔うことがある。"ノンアルコール"（0アルコール）であるのにアルコール分を有しているのは誤解を招くとして、表示の改善を求める声もある。
名称はワインだが、熟成することはないため、冷蔵保存する必要がある。

## 味
アルコールを微量に含む（1%未満）、もしくは含まない為、ぶどうジュースに酷似している。中には、ワインコンテストに通常のワインに混じって出品され、受賞するような銘柄も存在する。

## 製造方法
大きく分けて、アルコールを取り除く方法と、アルコールを生成しない方法の2つがある。

### アルコールを取り除く
この方法で造られたものは、脱アルコールワインとも呼ばれる。研究中のものも含めて、アルコールを除去する方法はいくつかあるが、製品化されているものを中心に3例を挙げる。
蒸留法
通常の蒸留では、味や香り分まで損なわれるため、減圧蒸留法（低温蒸留法、真空蒸留法とも呼ばれる）が用いられる。
逆浸透法
半透膜を用いて、アルコールと水分を取り除き、濃縮する。濃縮したものに再び水分を加える。
揮発性物質回収法
揮発する成分をガスに吸着させて回収する。遠心力を用いて、アルコール分と味、香り成分を分離させ、味、香り成分をガスに吸着させ回収する。次にアルコール分を加熱で取り除き、回収していた味、香り成分を戻す。

### アルコールを生成しない
果汁の糖分を減らす、醗酵を途中で止める、アルコール生成の少ない酵母を用いて醗酵させるなど、アルコールを初めから作らないように醗酵させる手法。
ワインよりもノンアルコールビールでよく用いられる製法である。

## 銘柄
各製法で、代表的な銘柄を挙げる。
- Ariel - 逆浸透法
- Fre - 揮発性物質回収法

銘柄名を各銘柄のWebページへの外部リンクとした。製造方法についての図解入り解説も掲載されているので参考にされたし。